# Schinus
Genre
Classification phylogénétique
Schinus est un genre de la famille des Anacardiaceae qui comprend environ 25 espèces originaires d'Amérique centrale et du Sud.

## Principales espèces
- Schinus longifolius (Lindl.) Speg.
- Schinus molle L. - Pérou,
  - Schinus molle var. areira (= Schinus areira)
- Schinus polygamus (Cav.) Cabrera
- Schinus terebinthifolius Raddi - Faux-poivrier - Brésil